# Circe (Collier)
Circe è un dipinto del pittore preraffaellita John Collier, realizzato nel 1885. Raffigura la maga Circe, un personaggio celebre della mitologia greca e soprattutto dell'Odissea di Omero. Semisdraiata nuda sull'erba di una radura, Circe è circondata da dei felini visibilmente domati dalla sua presenza. 
Attualmente la tela è conservata in una collezione privata neerlandese.

## Descrizione
Circe è un dipinto di 133 centimetri per 219 dipinto con la tecnica dell'olio su tela. Rappresenta, con dei dettagli meticolosamente descrittivi, dei colori luminosamente intensi e dei colpi di pennello fini e quasi invisibili, la dea o maga Circe mezza sdraiata, ignuda, vista di schiena e di tre quarti, sull'erba di una radura, in compagnia di una tigre distesa di fronte allo spettatore, sulla quale ella poggia il suo torso facendo passare il braccio destro sulla schiena dell'animale, e di un ocelotto che appoggia il muso ai suoi piedi, verso il quale ella volge lo sguardo, mentre un puma e un cinghiale si trovano ai confini del bosco.

## Analisi
Se la maga dell'Odissea viene presentata da Omero circondata dai leoni e dai lupi ("Edificata con lucenti pietre / Di Circe ad essi la magion s’offerse / Che vagheggiava una feconda valle. / Montani lupi, e leon falbi, ch’ella / Mansuefatti avea con sue bevande, / Stavano a guardia del palagio eccelso"), alla Circe di John Collier fanno compagnia una tigre e un ocelotto che l'avvicinano a Feronia, la "dea delle fiere" dei Romani evocata da Victor Bérard.
La Circe di John Collier non è una strega priva di misericordia, piena di rancore e di inganno. La modella, anzi, ha una grazia e una dignità superbe. La sua bellezza voluttuosa, la sua posa languorosa e il suo fascino seducente non lasciano trasparire il suo potere latente che emerge, tuttavia, nel comportamento degli animali che sono alla sua mercé totale.
La critica del 16 maggio del 1885 nel Saturday Review, successiva alla presentazione del dipinto all'accademia reale, fu molto elogiativa e lo descrisse come una delle opere più belle della mostra. Prestato, assieme a La morte di Cleopatra, da sir Elliott Lees e dalla galleria Oldham, la tela venne esposta all'esposizione universale del 1893 di Chicago. Attualmente si trova nella collezione privata dell'imprenditore limburghese Ger Eenens, uno dei collezionisti d'arte neerlandesi più importanti secondo la fondazione Stichting Kunstweek.